# 東海大学連合大学院
東海大学連合大学院（とうかいだいがくれんごうだいがくいん）とは、かつて2005年4月から2008年3月まで東海大学・北海道東海大学・九州東海大学の大学院に設置されていた研究科のことである。連合大学院とも呼ばれていた。東海大学を基幹大学とし、北海道東海大学・九州東海大学を連携大学とする3大学の連合体による、理工系の博士課程だけで構成される連合大学院であった。
設置されていた当時、東海大学大学院医学研究科先端医科学専攻（博士課程）との「医工連携」が行われていた。

## 概要
基幹となる研究科に組織を設置して、他大学の協力を得て、教育研究を実施する仕組みであった。

## 沿革
出典：
- 2005年4月
  - 東海大学（基幹大学）・北海道東海大学・九州東海大学の3大学による連合大学院（博士課程）を開設。
- 2008年4月
  - 北海道東海大学・九州東海大学の東海大学への吸収統合により「連合大学院」が東海大学大学院に移管されて解消。

## 研究科
出典：なお、設置は2008年3月まで。
- 理工学研究科
  - 総合理工学専攻（博士課程）
- 地球環境科学研究科
  - 地球環境科学専攻（博士課程）
- 生物科学研究科
  - 生物科学専攻（博士課程）

### 連合大学院廃止後の研究科
2008年4月からの移管先（東海大学大学院）の研究科
- 総合理工学研究科
  - 総合理工学専攻（博士課程）
- 地球環境科学研究科
  - 地球環境科学専攻（博士課程）
- 生物科学研究科
  - 生物科学専攻（博士課程）